# A. F. Hassan Ariff
A. F. Hassan Ariff, né à Calcutta (présidence du Bengale, Inde britannique) le 10 juin 1941 et mort à Dacca (Bangladesh) le 20 décembre 2024,,, est un avocat bangladais, ancien procureur général du Bangladesh et conseiller principal du gouvernement intérimaire dirigé par Fakhruddin Ahmed.

## Biographie

### Carrière
A. F. Hassan Ariff a été procureur général du Bangladesh d'octobre 2001 au 28 avril 2005,.
Il a démissionné de son poste en raison, semble-t-il, de son refus de soutenir les avocats du Parti nationaliste du Bangladesh au sein de l'Association du barreau de la Cour suprême et de l'annulation par le Conseil du barreau du Bangladesh de la licence d'un juge de la Haute Cour du Bangladesh pro-BNP qui utilisait des références frauduleuses. Il avait régulièrement dit qu'il démissionnerait si le gouvernement ne mettait pas en œuvre la directive de la Cour suprême de 1999 visant à séparer le judiciaire de l'exécutif.
De janvier 2008 à janvier 2009, il a été conseiller juridique auprès du gouvernement intérimaire. En 1996 et 1997, il a été vice-président de l'association du barreau de la Cour suprême.

### Vie privée
A. F. Hassan Ariff a fondé AF Hassan Ariff & Associates dans les années 1970.
S'exprimant lors d'un dialogue entre des représentants de madrasas et des défenseurs des droits, A. F. Hassan Ariff a déclaré qu'il devrait y avoir des lignes directrices sur la façon dont les madrasas devraient être établies et gérées. Il a également exhorté les enseignants et les directeurs de madrasa à examiner tout ce qui viole les droits d'un étudiant.
La belle-fille d'A. F. Hassan Ariff aurait été victime de violences domestiques. Elle a déclaré dans son dossier : « Mon mari Muaaz Ariff, fils d'A. F. Hassan Ariff ; A. F. Hassan Ariff ; Parvin Ariff, épouse d'A. F. Hassan Ariff ; et Umme Hani, fille d'A. F. Hassan Ariff, m'ont torturée physiquement et mentalement depuis mon mariage. Ils m'ont envoyée en prison alors que j'étais enceinte en m'impliquant dans une fausse affaire. Ils ont torturé ma fille de deux ans en la gardant enfermée. Ils n'ont pas permis à ma fille de huit jours d'entrer dans la maison ».